# Moviment Democràtic del Kurdistan
El Moviment Democràtic del Kurdistan (o Moviment dels Demòcrates del Kurdistan, Bizotnewey Demokratî Kurdistan / Harakat al-Dimuqrati al-Kurdistani, BDK) és un partit polític del Kurdistan Iraquià. Sembla estar proper al Moviment Democràtic Assiri.
Va participar en les eleccions regionals de gener del 2005 i va obtenir 6.690 vots (0,38%) i cap escó. No va participar separadament a les regionals del 2009. El Maig del 2010 va participar en el Congrés Nacional del Kurdistan.